# Tratado de Lima

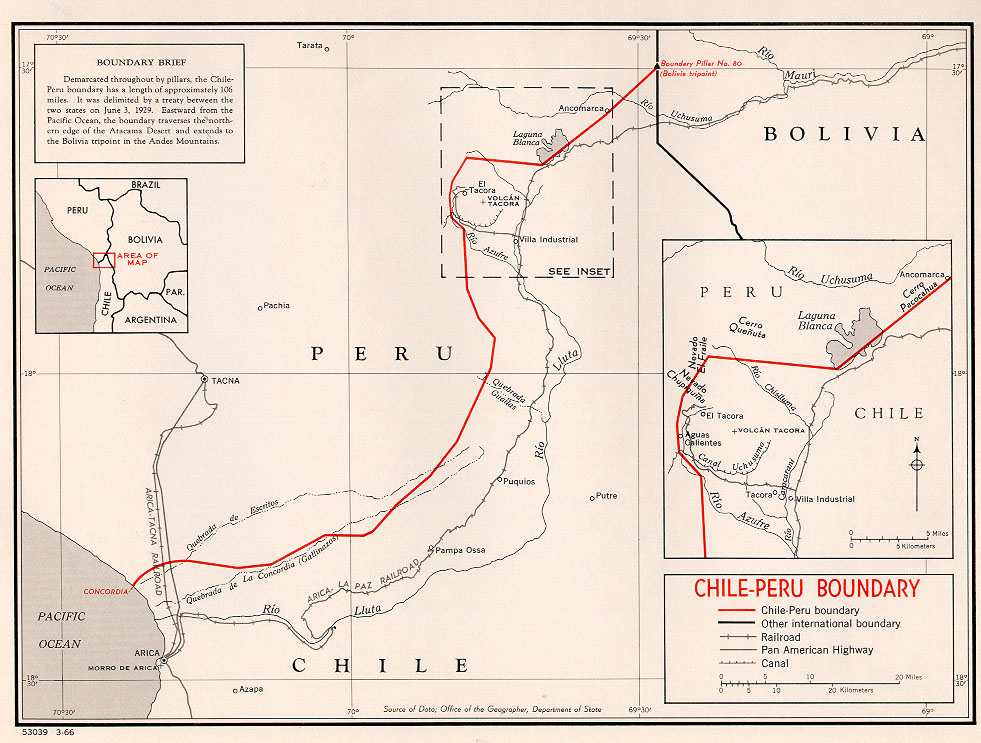
Archivo del Tratado de Lima en el Departamento de Estado de los Estados Unidos

El Tratado de Lima, conocido también como Tratado Rada y Gamio - Figueroa Larraín o Tratado de 1929, es un acuerdo dado el 3 de junio de 1929 en la ciudad de Lima entre Chile y Perú, que puso fin a la controversia de la soberanía de las provincias de Tacna y Arica. Según el tratado, el departamento de Tacna se reincorporaba al Perú, en tanto que el de Arica quedaba en poder de Chile, comprometiéndose este último a pagar al Perú una indemnización de seis millones de dólares estadounidenses. Fija además la línea de la Concordia como el límite fronterizo terrestre entre ambos países y las servidumbres a favor del Perú en Arica, un muelle al servicio del Perú en Arica y el ferrocarril Tacna-Arica.

## Historia

### El plebiscito que nunca se realizó
El presidente de los Estados Unidos Calvin Coolidge, árbitro de la controversia, dictaminó el 5 de marzo de 1927, en una resolución relativa a la celebración o no del previsto plebiscito, que era viable su celebración en Tacna y Arica.
El laudo arbitral del presidente de Estados Unidos indicaba la devolución de Tarata, lo cual ocurrió el 1 de septiembre de 1925, zona ocupada por Chile en 1885. A la firma del Tratado de Ancón, el Departamento de Tacna contaba con tres provincias: Tacna, Arica y Tarapacá. 
El laudo arbitral confirmó la realización del plebiscito y la creación de una Comisión Plebiscitaria integrada por Agustín Edwards McClure de Chile, Manuel de Freyre y Santander del Perú, y del general Joseph John Pershing por Estados Unidos. La comisión celebró 37 sesiones regulares desde el 5 de agosto de 1925 hasta el 14 de junio de 1926.
La fecha para inscribir votantes se fijó para el día 1 de marzo de 1926 y el plebiscito para el 1 de mayo. 
En enero de 1925 el general Pershing expone a la Comisión Plebiscitaria que se han efectuado 710 deportaciones de peruanos. El 2 de junio de 1926, el embajador estadounidense William Collier recoge la información que 250 peruanos de Tacna y Arica vivían en Santiago contra su voluntad. Esta situación llevó a los delegados estadounidenses a crear un "Comité de Quejas" para recibir e investigar las denuncias y que no iban a respaldar un plebiscito anómalo. El Secretario de Estado Frank B. Kellogg pide a Pershing que no aplace el plebiscito y se realice aun en condiciones imperfectas. 
El Perú pide garantías para los plebiscitarios peruanos ante la campaña de chilenización en Tacna y Arica. El 2 de noviembre de 1925, Pershing emite la "Declaración de Requisitos Previos" y pide que se disminuya los efectivos militares y policiales chilenos en la zona, que se desarme a los grupos paramilitares chilenos y que se garantice la campaña peruana de propaganda en la región. Pershing argumenta que la Comisión Plebiscitaria tiene toda la potestad sobre los territorios con el fin de garantizar el plebiscito. Chile responde que la zona está bajo su soberanía y la Comisión Plebiscitaria no puede imponerle requisitos sobre su administración. 
El 19 de noviembre ocurren los sucesos de Challaviento y los integrantes de la comisión peruana realizan las investigaciones.
El gobierno chileno realiza un cambio de autoridades, envía al gobernador de Arica Emiliano Bustos como gobernador de Tarapacá y al intendente de Tacna, Luis Barceló Lira como jefe de la campaña electoral chilena.
Pershing decide no avalar el plebiscito y pide su renuncia. Parte de Arica el 27 de enero de 1926, siendo reemplazado por William Lassiter. 
El general Lassiter arriba a la zona el 1 de febrero de 1926.
El 14 de mayo en Arica fueron atacados los miembros de la comisión peruana, entre ellos Jorge Basadre. El 22 la violencia fue en Tacna. El 29 fue asesinado el peruano Manuel Espinoza Cuéllar. Lassiter pidió aplazar el acuerdo final argumentando que los gobiernos estaban acordando un convenio fuera del plebiscito. Los votantes peruanos habían dejado de acudir a los registros plebiscitarios.
El 15 de junio de 1926 el general Lassiter suscribe el "Esquema de razones para requerir una terminación definitiva de los procedimientos plebiscitarios en Tacna y Arica" y declara que es imposible realizarse el plebiscito ya que Chile no garantiza condiciones justas para el voto peruano en Tacna y Arica. La comisión aprueba la moción de Lassiter.

...That a plebiscite to determine the sovereignty of Tacna-Arica cannot be held because of coercion by Chile of Peruvian voters...
Major General Lassiter. junio de 1926

En la sesión número 37 la comisión se disolvió. El delegado estadounidense y el peruano declararon nulo el plebiscito, y el chileno se negaba a ello.

Entre los elementos militares estacionados en Arica...(algunos) obedecían única y exclusivamente a inspiraciones directas de un cuerpo de Santiago...Si dar reiteradas órdenes e instrucciones de la Comisión Plebiscitaria se hubieran cumplido por esos recalcitrantes, no habrían tenido ni el General Pershing ni el General Lassiter motivo alguno para declarar que las condiciones reinantes en Tacna y Arica no permitían la celebración de un plebiscito libre y correcto.
Agustín Edwards. Los Once Meses de Arica.

Los miembros de la delegación estadounidense declaran el 7 de junio de 1926 que el laudo arbitral estaba equivocado.

### Negociaciones Leguía-Figueroa-Kellogg

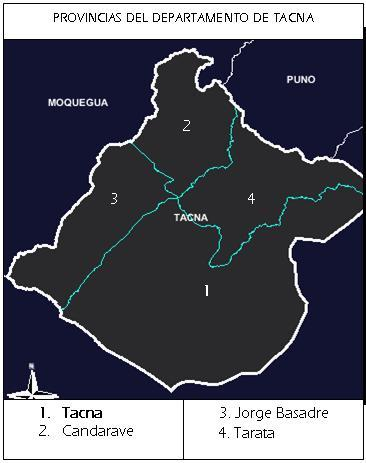
Tacna en el 2008.

El 27 de agosto de 1926, Frank Kellogg y Wade Ellis, deciden proponer al Perú y Chile la división del territorio, desde el ferrocarril Arica-La Paz para el Perú, y el resto dividido entre Bolivia y Chile. Si no era aceptado que se realice un nuevo arbitraje a cargo del presidente Coolidge. Si tampoco era aceptado, Estados Unidos se retiraría del caso.
El embajador Hernán Velarde y el excanciller Alberto Salomón se entrevistan con Wade Ellis y le argumentan la tesis peruana que Tacna y Arica debían ser peruanas porque el registro de votantes del plebiscito era mayoritariamente de peruanos. Además Chile incumplió con el artículo 3° del Tratado de Ancón y que por tanto, Perú no tendría razón alguna para cumplirlo también por lo que las provincias de Tacna y Arica debían de regresar al Perú.
En marzo de 1927 el canciller Conrado Ríos Gallardo solicitó los registros de los votantes y con ello descartó insistir en el plebiscito. También descartó la anexión de Tacna y Arica que no contaba con el apoyo del árbitro de los Estados Unidos. Por ello en Chile se promueve negociar directamente con el Perú. Conrado Ríos se encargó de que fuera aceptada la propuesta de la división de Tacna y Arica por el nuevo presidente Carlos Ibáñez del Campo, la cual también había sido propuesta por Estados Unidos.
Chile empezó a importar azúcar desde Cuba y ya no desde el Perú, lo cual significó la protesta de los productores peruanos: si se mantenían malas relaciones diplomáticas con Chile éstas se traducirían en malas relaciones comerciales.
Por fin, cuando Kellogg hizo oficial su pedido de restablecimiento de relaciones diplomáticas el día 9 de julio de 1928, ambos aceptaron. Chile, el 11 y Perú dos días después.
Se designaron embajadores a Emiliano Figueroa por Chile y a César A. Elguera por Perú.
El presidente peruano Augusto B. Leguía le presentó cinco puntos al embajador Emiliano Figueroa Larraín. 
1. cesión de la zona a una tercera potencia, previa consulta electoral
2. un corredor para Bolivia en el centro
3. la entrega de Tacna al Perú
4. la entrega de Tacna al Perú, aguas de regadío y la privatización del ferrocarril de Arica a La Paz
5. la anexión a Bolivia de Tacna y Arica.

El 12 de diciembre de 1928 Leguía realiza las siguientes propuestas sucesivamente
1. la devolución total de Tacna y Arica al Perú
2. la entrega de la ciudad de Arica y el morro al Perú
3. convertir a Arica en un protectorado Chile-Perú-EE. UU.
4. neutralizar Arica bajo Venezuela y Uruguay
5. la división de Arica entre Chile y el Perú.

Finalmente Leguía y Figueroa concuerdan en la división territorial Tacna para el Perú y Arica para Chile. Figueroa argumentaba que Arica tenía mayor simpatía por Chile, mientras que Tacna era fiel al Perú. La nueva línea divisoria entregaría parte de la provincia de Tacna a Chile.
Chile retenía Arica y una extensión de 15 351 km² y el Perú recuperaba Tacna y una extensión de 8678 km² junto a Tarata con una extensión de 980 km².
Puesto que Arica era el puerto natural de Tacna, el Perú pidió uno por cuenta de Chile en Arica. El embajador estadounidense en Lima, Moore, pidió que parte de la bahía de Arica y el ferrocarril sean peruanos. Se hicieron otros estudios para que a 2 km de Arica en el río San José se construya el puerto peruano. Chile ofreció construir uno a 16 km de Arica en el río Lluta, a 30 km de Arica en la Yarada o a 60 km de Arica en Sama. Finalmente Chile ofrece construir un malecón de atraque, oficinas de aduanas y el terminal del ferrocarril en el puerto de Arica.
La indemnización que pagaría Chile al Perú sería de seis millones de dólares estadounidenses para obras en la ciudad de Tacna. 

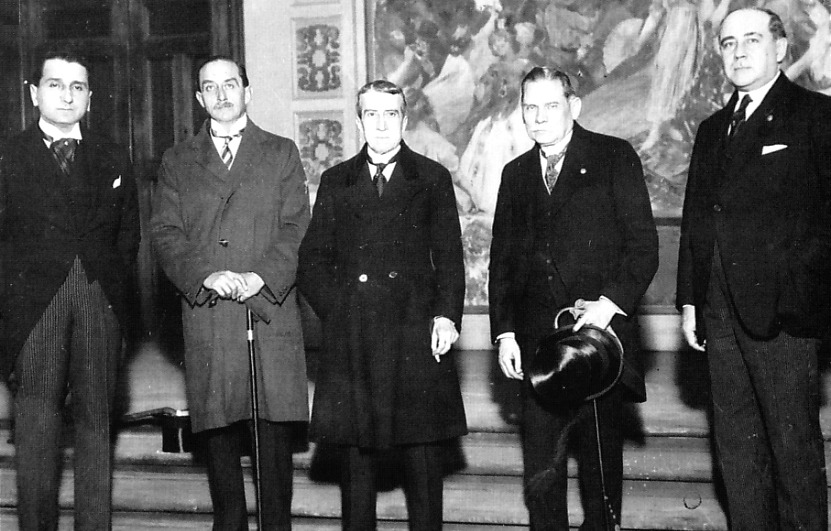
Augusto B. Leguía y los delegados plebiscitarios de Tacna y Arica (1925).

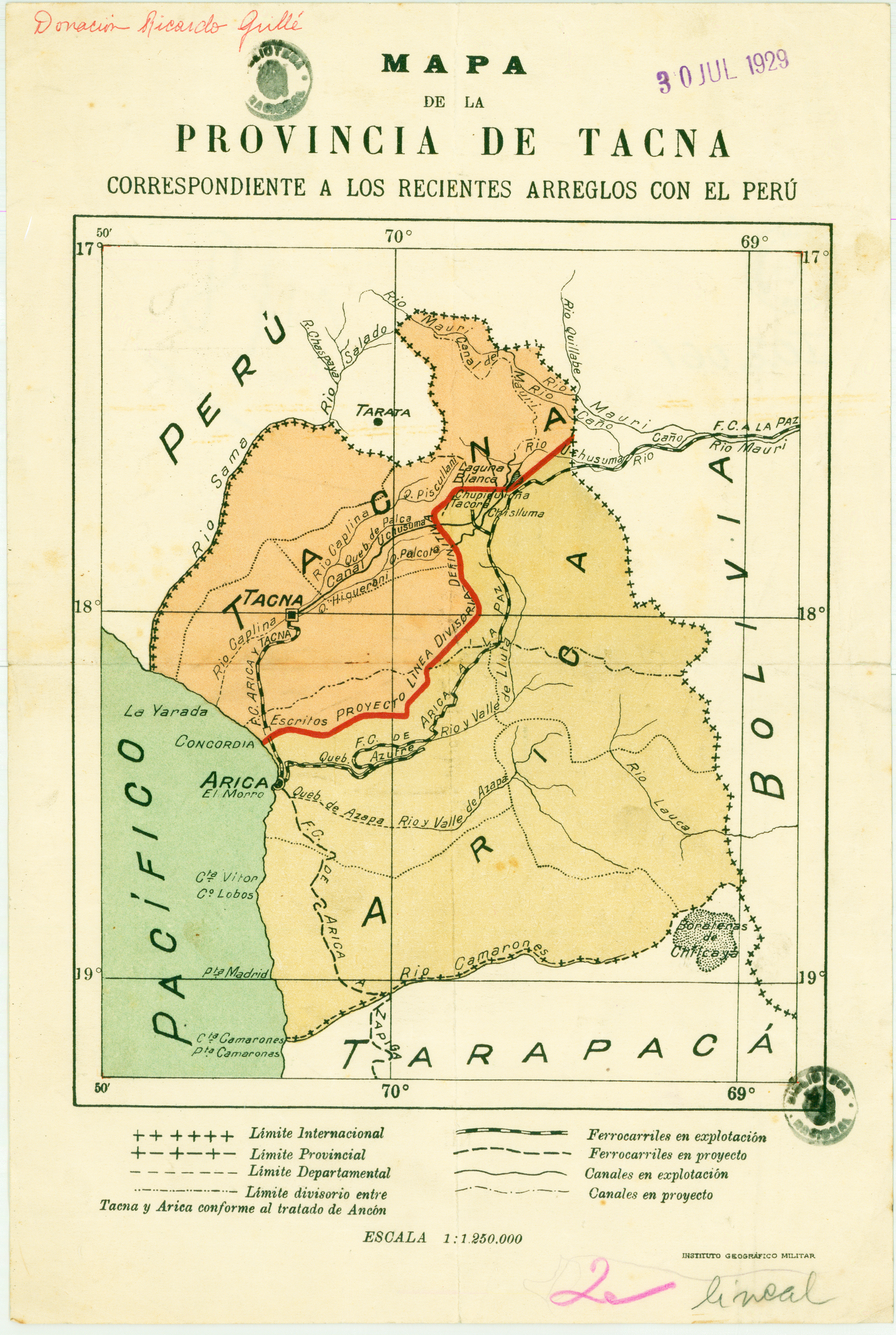
Mapa mostrando el territorio cedido por Chile a Perú en 1929.

Como Bolivia exigía una salida soberana al mar y ante la posibilidad que Chile se la diera cediéndole territorios anteriormente peruanos, exigió Leguía un protocolo complementario en el que se estipularía que Chile no cedería ningún territorio que hubiese sido peruano a Bolivia sin consultar primero al Perú.
Sobre las azufreras del Tacora, quedarían en territorio chileno ya que el embajador Figueroa Larraín argumentaba que sus propietarios eran chilenos. El volcán Tacora que pertenecía a la provincia de Tacna quedó en manos de Chile. El Perú obtendría todas las aguas del Uchusuma y del Maure que discurren por territorio chileno.
La propuesta se presentó el 15 de mayo. Chile y Perú la aceptaron el mismo día.
El tratado se suscribe el 3 de junio de 1929 en la ciudad de Lima, siendo el representante peruano Pedro José Rada y Gamio y Emiliano Figueroa Larraín por la parte chilena. Las estipulaciones pertinentes al trazado de la línea fronteriza quedaron expresadas en los siguientes términos:

Artículo Segundo.- [...] La línea divisoria entre dichas partes y, en consecuencia, la frontera entre los territorios del Perú y de Chile, partirá de un punto de la costa que se denominará "Concordia", distante diez kilómetros al norte del puente del río Lluta, para seguir hacia el oriente paralela a la vía de la sección chilena del ferrocarril de Arica a La Paz y distante diez kilómetros de ella, con las inflexiones necesarias para utilizar, en la demarcación, los accidentes geográficos cercanos que permitan dejar en territorio chileno las azufreras del volcán Tacora y sus dependencias, pasando luego por el centro de la laguna Blanca, en forma que una de sus partes quede en el Perú y la otra en Chile [...]

Artículo Tercero.- La línea fronteriza a que se refiere el inciso primero del artículo segundo, será fijada y señalada en el territorio con hitos, por una comisión mixta compuesta de un miembro designado por cada uno de los Gobiernos signatarios, los que costearán, por mitad, los gastos comunes que esta operación requiera. Si se produjera algún desacuerdo en la comisión, será resuelto con el voto dirimente de un tercer miembro designado por el Presidente de los Estados Unidos de América, cuyo fallo será inapelable.
Tratado de Lima, 3 de junio de 1929

Las ratificaciones se canjean en Santiago el 28 de julio de 1929. En Chile se promulga por decreto N 1110, el 28 de julio de 1929 y se publica en el "Diario Oficial" el 16 de agosto de 1929.
El 28 de agosto de 1929 se realiza la Reincorporación de Tacna al Perú.

## Ejecución del tratado y demarcación

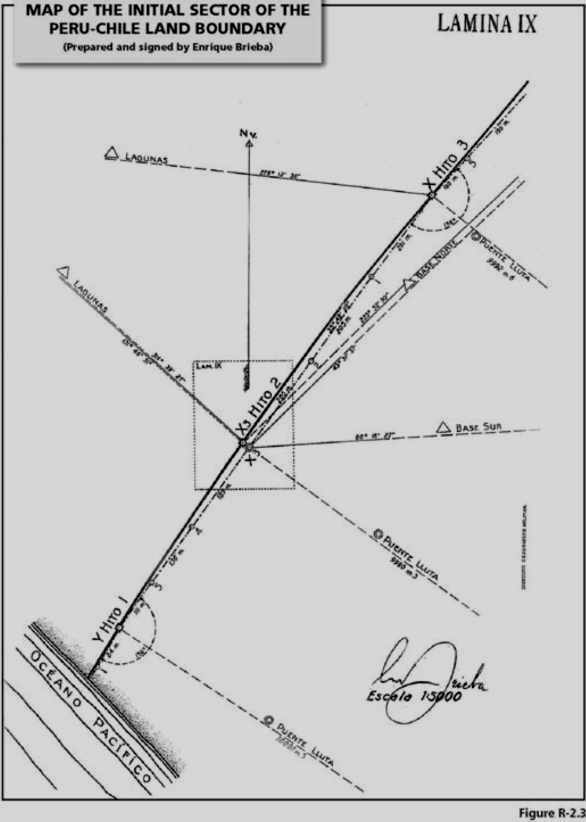
Mapa de 1930 del sector inicial de la frontera terrestre entre Chile y Perú, firmado por el delegado chileno Enrique Brieba.

Entre el Laudo Arbitral, el Tratado de Lima, el Protocolo complementario, y el Acta de Ejecución; Chile y el Perú obtienen lo siguiente entre soberanía, servidumbres, prohibiciones y permisos.
|       | A favor | En contra |
| ----- | --- | --- |
| Chile | 15 351 km² de Arica y parte de Tacna El volcán Tacora y sus azufreras | Mantener desartillado el morro |
| Perú  | 8678 km² de Tacna 980 km² de Tarata 6 millones de dólares Las aguas del Uchusuma y del Maure en Arica Un malecón de atraque en la bahía de Arica Libre tránsito de artículos por Arica Línea del Ferrocarril Tacna-Arica Casa Bolognesi y Casa Yanulaque, ambos en Arica | |
| Ambos | Cristo de la Concordia en la cima del morro | Consultar al otro país si desea ceder a un tercero, parte de este territorio Consultar al otro país si desea construir líneas de ferrocarril internacionales. |

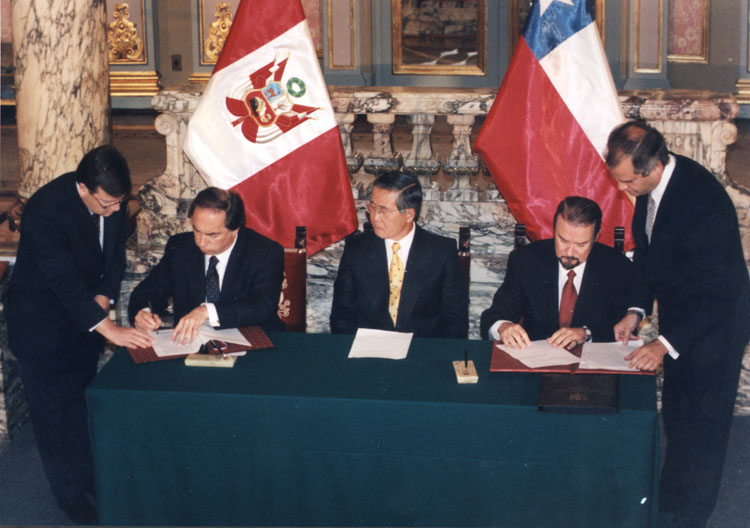
En 1999 se firmó el protocolo para ejecutar las cláusulas pendientes del Tratado de 1929.

En cuanto a la demarcación de la línea fronteriza en aplicación de las cláusulas del Tratado, los gobiernos de Chile y el Perú delegaron dicha labor a una Comisión Mixta de Límites, la cual concluyó su trabajo el 21 de julio de 1930, suscribiéndose en dicha fecha el Acta respectiva, la misma que en cuanto a la línea de frontera estableció lo siguiente:

[...] La línea de frontera demarcada parte del Océano Pacífico en un punto en la orilla del mar situado a diez kilómetros hacia el noroeste del primer puente sobre el río Lluta de la vía férrea de Arica a La Paz, y termina en la cordillera andina en el hito quinto de la antigua línea divisoria entre Chile y Bolivia.[...].
s:Acta Final de la Comisión de Límites con la descripción de los hitos colocados, 21 de julio de 1930

Finalmente, el 13 de noviembre de 1999 se suscribió un Acta de ejecución de las cláusulas pendientes del Tratado de 1929, relativas al usufructo por parte del Perú de una zona enclavada en el Puerto de Arica.